# منصورآباد (سیدان)
منصورآباد روستایی در دهستان خفرک علیا بخش سیدان شهرستان مرودشت استان فارس ایران است.

## جمعیت
بر پایه سرشماری عمومی نفوس و مسکن در سال ۱۳۹۵ جمعیت این مکان ۱۹۹ نفر (۵۸خانوار) بوده‌است.